# Germán Espinosa
Pour les articles homonymes, voir Espinosa.
Germán Espinosa, né à Carthagène des Indes le 30 avril 1938 et décédé à la suite d'une pneumonie le 17 octobre 2007 à Bogota, est un écrivain, un journaliste et un poète colombien.

## Œuvres principales
- 1970 : Les cortèges du diable (Los cortejos del diablo)
- 1982 : La Carthagénoise (La tejedora de coronas)
- 1987 : Le signe du poisson (El signo del pez)